# 徳川厚家
徳川厚家（とくがわあつしけ）は、徳川宗家公爵家の分家にあたる華族の男爵家。徳川慶喜の四男徳川厚を家祖とする。

## 歴史
徳川厚は旧江戸幕府15代将軍だった華族の徳川慶喜の四男として明治7年に生まれた。
当時の慶喜は静岡県在住で、華族戸主である徳川宗家16代当主徳川家達の戸籍に入ることで華族の族称を得ていた人物で、厚も徳川宗家の戸籍に入っていたが、明治15年11月に徳川宗家から分家して別戸を編製することになった際に、特旨をもって華族に列せられ、明治17年7月の華族令施行とともに男爵に叙せられた。明治35年には父慶喜も徳川宗家から分家して徳川慶喜家を起こして公爵に叙されているが、厚の分家はその前のことなので、厚家は慶喜家の分家ではなく、徳川宗家の分家にあたる。
その後、厚は貴族院の男爵議員に当選して務めた。
厚は自動車に感心が強く、大正6年12月に運転綿免許を取得して自動車を購入し、貴族院に行くのにも、華族会館に行くのにも、知人家族のところに行くのにも、それを乗りまわすようになったが、大酒飲みだった厚は、酩酊して車を泥溝に落としたことが何度かあった。飲酒運転は自動車取締規則で運転免許取り上げ事由だったため、都度家職が飲酒をたしなめたが、厚の飲酒運転の悪癖は直らなかった。
大正7年3月7日に厚は飲酒運転から人身事故を起こす。帝国ホテルでの食事で飲酒した厚は、自動車で帰路についたが、酩酊していたため、千駄ヶ谷の自宅と違う方向に行ってしまい、夜7時頃、芝区松本町4番地にさしかかったところで小柳勘五郎の屋台車と衝突。倒れた小柳には意識がなく、怖くなった厚はそのまま逃亡した。
しかし目撃した通行人が三田警察署に通報、駆けつけた巡査により小柳は病院に搬送され、全治3週間の重傷と診断された。警察は通行人が記憶していた車番からひき逃げ犯を厚と特定し、ほどなくして厚は逮捕された。
悪質なひき逃げ事件にも関わらず、厚が華族男爵の貴族院議員で、徳川慶喜の息子であるためか、三田警察署は、当初厚を穏便に処分しようとした節がある。酩酊しており、まともな反応ができず、調書が取れないとして一時放免が認められたり、男爵家に小柳との示談を勧めたりしている。
しかし、警察の甘い対応で増長した厚は、小柳が入院している病院へのお見舞いに自身は行かずに家令を代わりに行かせたり、見舞金も15円とケチったり、新聞記者の取材に対し、ひき逃げを否認し始めたりしたため、メディアや世論の批判が高まり、警視庁も態度を硬化させた。警視庁は、3月10日に飲酒運転の廉で厚に運転免許証の返納を命じ、16日には10円の科料処分にした。
事件を知った宮内省宗秩寮も、厚の弟の徳川慶久公爵に対し、厚男爵の将来について、本家から懇々と訓戒を加えるよう要請している。
厚は昭和2年5月に隠居し、長男の徳川喜翰に男爵位と家督を譲っているが、人身事故の件は関係ないと思われる。
喜翰も貴族院の男爵議員に当選して務めた。昭和13年5月に喜翰が死去した後は、弟の喜隆が養子として爵位と家督を相続した。